# Spilogona minycalyptrata
Spilogona minycalyptrata este o specie de muște din genul Spilogona, familia Muscidae, descrisă de Huckett în anul 1965.
Este endemică în Northwest Territories. Conform Catalogue of Life specia Spilogona minycalyptrata nu are subspecii cunoscute.